# اف‌ام‌ای ای‌ئی‌ام‌بی.۲
اف‌ام‌ای ای‌ئی‌ام‌بی. ۲ بُمبی (به اسپانیایی: FMA AeMB.2 Bombi) اولین و تنها بمب افکنی بود که توسط اف‌ام‌ای طراحی و تولید شد و همچنین اولین هواپیمای از این نوع بود که در آمریکای لاتین تولید شد. علیرغم اینکه بُمبی به عنوان یک بمب افکن ساخته شده بود، در انواع مختلفی از کاربری‌ها از جمله، شناسایی، ترابری، سکوی پرتاب چتربازان و ماموربت پزشکی مورد استفاده قرارگرفت.این هواپیما نقطه اوج اولین مرحله از طراحی های ملی اف‌ام‌ای بود و تا سال هایی ورود آورو لنکستر و آورو لینکلن به نیروی هوایی آرژانتین به خدمت خود ادامه داد.

## گونه‌ها
- اف‌ام‌ای ای‌ئی‌ام‌بی. ۱ - طراحی اولیه با برجک تیربار شلیک به سمت عقب در بالای هواپیما مجهز به دو قبضه تیربار بریتانیایی ۰٫۳۰۳ لوئیس[۲]
- اف‌ام‌ای ای‌ئی‌ام‌بی. ۲ -طراحی بهبود یافته، برجک تیربار برای پایداری بیشتر هواپیما حذف شد

## مشخصات (ای‌ئی‌ام‌بی. ۲)
ویژگی‌های عمومی
- خدمه: سه
- طول: ۱۰٫۹۰ متر (۳۵ فوت ۹ اینچ)
- پهنای بال: ۱۷٫۲۰ متر (۵۶ فوت ۵ اینچ)
- ارتفاع: ۲٫۸۰ متر (۹ فوت ۲ اینچ)
- مساحت بال‌ها: ۲۵٫۰ متر مربع (۲۶۹ فوت مربع)
- وزن خالی: ۲٬۱۲۰ کیلوگرم (۴٬۶۷۰ پوند)
- وزن ناخالص: ۳٬۵۰۰ کیلوگرم (۷٬۷۱۰ پوند)
- پیشرانه: ۱ عدد  موتور شعاعی رایت آر-۱۸۲۰ سایکلون-اف-۳، ۵۳۳ کیلووات (۷۱۵ اسب بخار)

عملکرد
- حداکثر سرعت: ۲۸۵ کیلومتر بر ساعت (۱۷۷ مایل بر ساعت، ۱۵۴ گره)
- بُرد: ۶۰۰ کیلومتر (۳۷۰ مایل، ۳۲۰ مایل دریایی)
- حداکثر ارتفاع: ۶٬۰۰۰ متر (۱۹٬۶۸۵ فوت)
- نرخ صعود: ۵٫۵ متر بر ثانیه (۱٬۱۰۰ فوت بر دقیقه)

تسلیحات

- یک قبضه تیربار ثابت با آتش به سمت جلوی ۱۱٫۲۵ میلی‌متری مدسن در جلوی بدنه هواپیما
- ۱ قبضه تیربار متحرک با شلیک روبه عقب ۰٫۴۵ در زیر بدنه هواپیما
- ۴۰۰ کیلوگرم(۸۸۰ پوند) بمب